# A Period of Transition
A Period of Transition är ett musikalbum av Van Morrison som utgavs 1977 av skivbolaget Warner Bros. Records. När albumet gavs ut var det två och ett halvt år sedan hans förra skiva Veedon Fleece gavs ut, vilket har förblivit den längsta period som förflutit utan ett nytt album från Morrison. Albumet mottogs med viss skepsis när det utom. Musikkritikern Robert Christgau betecknade det exempelvis som en "uppvärmning" med några bra låtar efter ett längre uppehåll.

## Låtlista
(alla låtar komponerade av Van Morrison)
1. "You Gotta Make It Through the World" – 5:10
2. "It Fills You Up" – 4:34
3. "The Eternal Kansas City" – 5:26
4. "Joyous Sound" – 2:48
5. "Flamingos Fly" – 4:41
6. "Heavy Connection" – 5:23
7. "Cold Wind in August" – 5:48

## Listplaceringar
- Billboard 200, USA: 43[2]
- UK Albums Chart, Storbritannien: #23[3]